# Abarth
Abarth è una casa automobilistica italiana, fondata il 31 marzo 1949 a Bologna dall'ingegnere italo-austriaco Carlo Abarth e dal pilota Guido Scagliarini.
Nata come scuderia sportiva, improntata alla produzione di autovetture sportive di piccola cilindrata, deve il suo successo soprattutto alle marmitte omonime, prodotte per l'elaborazione di diverse vetture di case automobilistiche come FIAT, Alfa Romeo, Lancia, SIMCA, Autobianchi e Porsche.
Dopo essere stata controllata dal gruppo Fiat Chrysler Automobiles, l'azienda è proprietà al 100% del gruppo Stellantis. Rilanciata a partire dal 2007, con il nome Abarth & C. S.p.A., l'azienda si occupa della produzione e commercializzazione di versioni sportive ed elaborazioni di vetture FIAT con il marchio Abarth.

## L'azienda

### L'inizio
Nel secondo dopoguerra si era affacciata sul mercato dell'auto la fabbrica automobilistica torinese Cisitalia, che si avvaleva dell'esperienza di un giovane elaboratore, Carlo Abarth, mutuato direttamente dall'azienda motociclistica Motor Thun, dove si fece conoscere anche come pilota. Saranno proprio il giovane Abarth e il socio Guido Scagliarini, a fondare nel 1949 a Bologna la Abarth & C.; Il logo iniziale sarà uno scorpione, segno zodiacale d'entrambi.

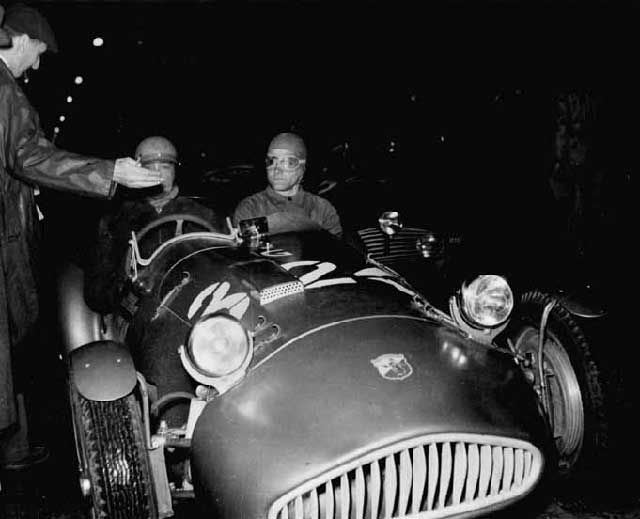
Emilio Romano in una Cisitalia 204A all'edizione del 1950 della Targa Florio

La Cisitalia, ormai in amministrazione controllata, viene ceduta da Dusio a Carlo Abarth, che quindi trasferisce la sede dell'officina, il 9 aprile 1951, presso l'ex stabilimento Cisitalia in via Trecate 10. L'officina debutta nel mondo delle corse con l'Abarth-Cisitalia 204, vincendo il 10 aprile 1950, grazie all'esperto pilota Tazio Nuvolari, la "Palermo-Monte Pellegrino".
Il vulcanico imprenditore invece, che come lui stesso amava definirsi, era un creatore di auto "elaborate, non preparate", intuisce che per differenziarsi ha bisogno di qualcosa di diverso, capace di catturare l'immaginario e i desideri di un pubblico più ampio. Crea così le prime marmitte Abarth, foderate con lana di vetro per aumentare le prestazioni ed emettere un inconfondibile rombo, e i primi attrezzi e strumenti che permettono ai normali veicoli (specialmente le Topolino) di incrementare notevolmente le prestazioni a prezzi accessibili.

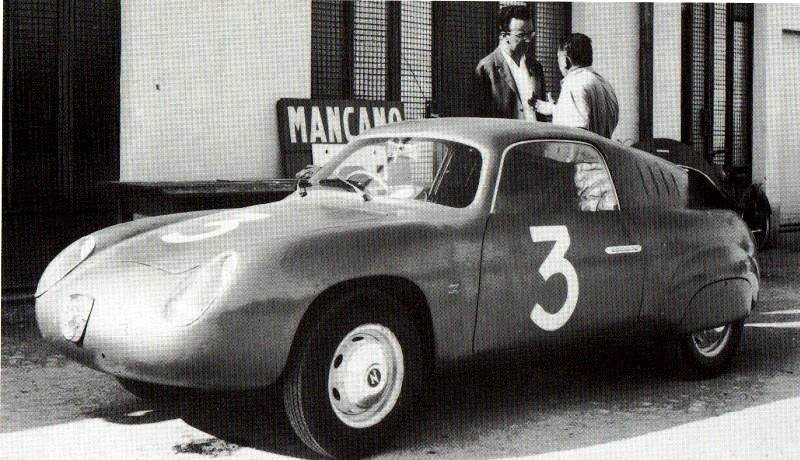
Abarth 750 del 1956 carrozzata da Zagato

### Le prime vetture
La nuova 1100, lanciata da FIAT nel 1953, rappresenta per la Abarth la possibilità di creare ulteriore valore da un mezzo esistente. Da questa base di partenza nasceranno vetture come la 205, la 207A Boano e la Abarth 1100 Sport.
Proprio in quell'anno i risultati aziendali danno ragione ad Abarth: 70 dipendenti, esportazioni al 10% del fatturato totale, quasi 50 000 marmitte prodotte.
Successivamente, nel 1956, Abarth sviluppa una cassetta di trasformazione Abarth per la Fiat 600. L'idea è nata quando presenta alla stampa la prima auto della sua casa automobilistica in serie, la Fiat 600 derivazione Abarth 750. Come si deduce dal nome, il primario intervento è eseguito sulla cilindrata, ma mantenendo l'impostazione meccanica e le componenti principali in comune con la berlina di serie. La vettura infrange diversi primati alla Mille Miglia e a Monza.
Sarà proprio dalla proletaria e semplice 600 che nasceranno veri e propri bolidi, sviluppandola in varie versioni e motorizzazioni.

### L'espansione dell'Abarth
L'Abarth acquisisce sempre più importanza anche grazie alle vittorie sportive, e a i nuovi primati. Nell'estate del 1956 il prototipo Fiat-Abarth 750 Record porta a casa numerosi primati; nel tempo l'officina di elaborazione continua a stabilirne raggiungendo il numero di 133.
I crescenti successi commerciali e sportivi della casa dello scorpione, denotano l’esigenza di ingrandirsi anche fisicamente con una nuova sede. Già trasferita a Torino, presso l'ex stabilimento Cisitalia, la sede nel 1957 viene ricollocata presso Corso Marche, 38. Importanza strategica della nuova sede va anche data alla vicinanza con la pista del Campo Volo, luogo in cui testare le nuove vetture.

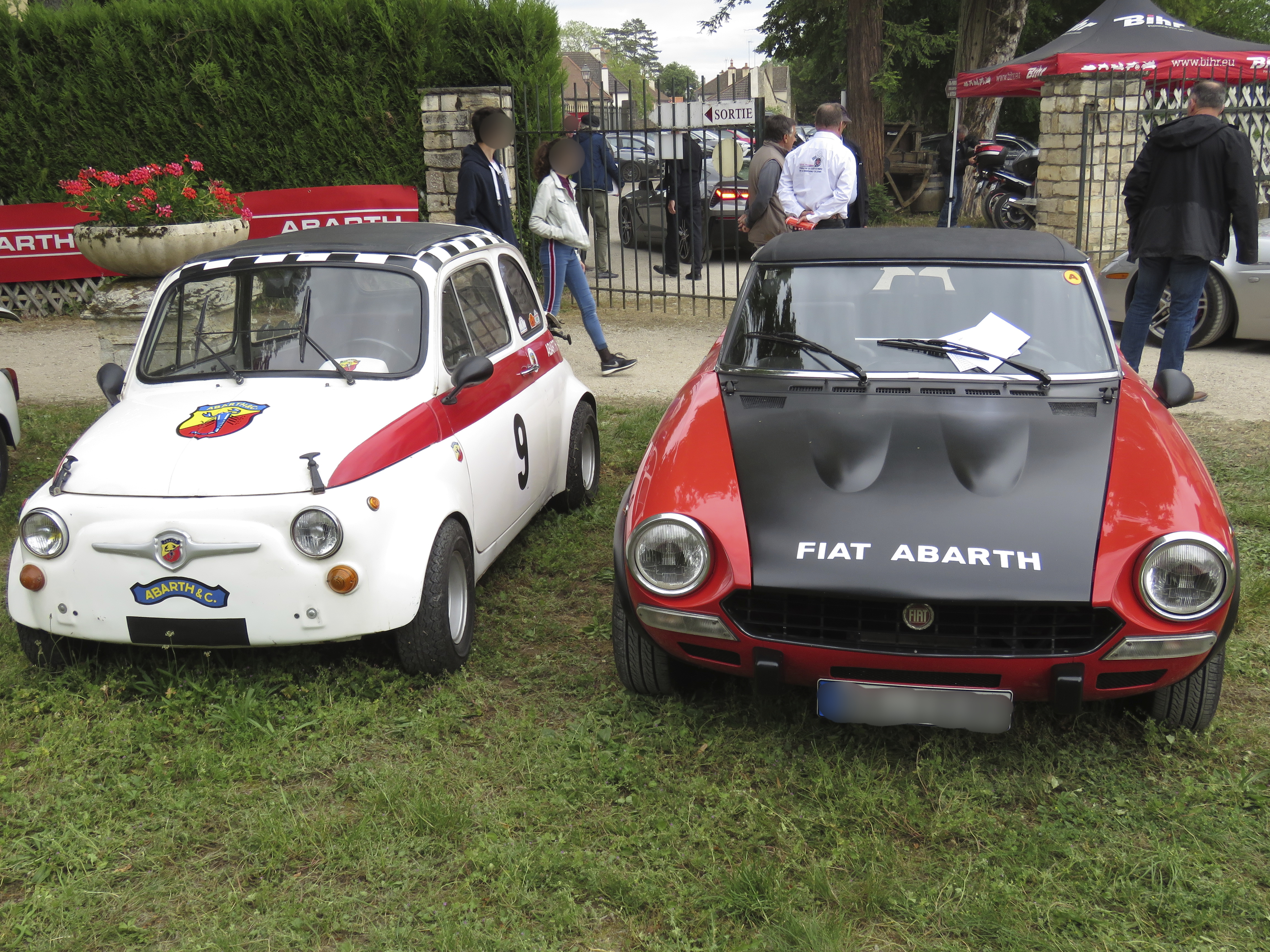
Una Fiat-Abarth 500 accanto ad una più recente Fiat-Abarth 124

#### Ilcinquino
L'Abarth nel 1958 mette mano anche sulle Fiat 500, rielaborate dai carrozzieri Zagato e Pininfarina. Di lì a poco uscirà la vera e propria 500 Abarth, con impianto di scarico della ditta e carburatori Weber. La vettura stupirà nuovamente tecnici e addetti ai lavori, e fu un successo anche commerciale. Nel febbraio 1958 un cinquino elaborato venne fatto correre per sette giorni e sette notti sull'anello dell'alta velocità di Monza, registrando una velocità media pari a 111 km/h, impressionante per una mini-utilitaria dell'epoca.

#### Le vetture GranTurismo

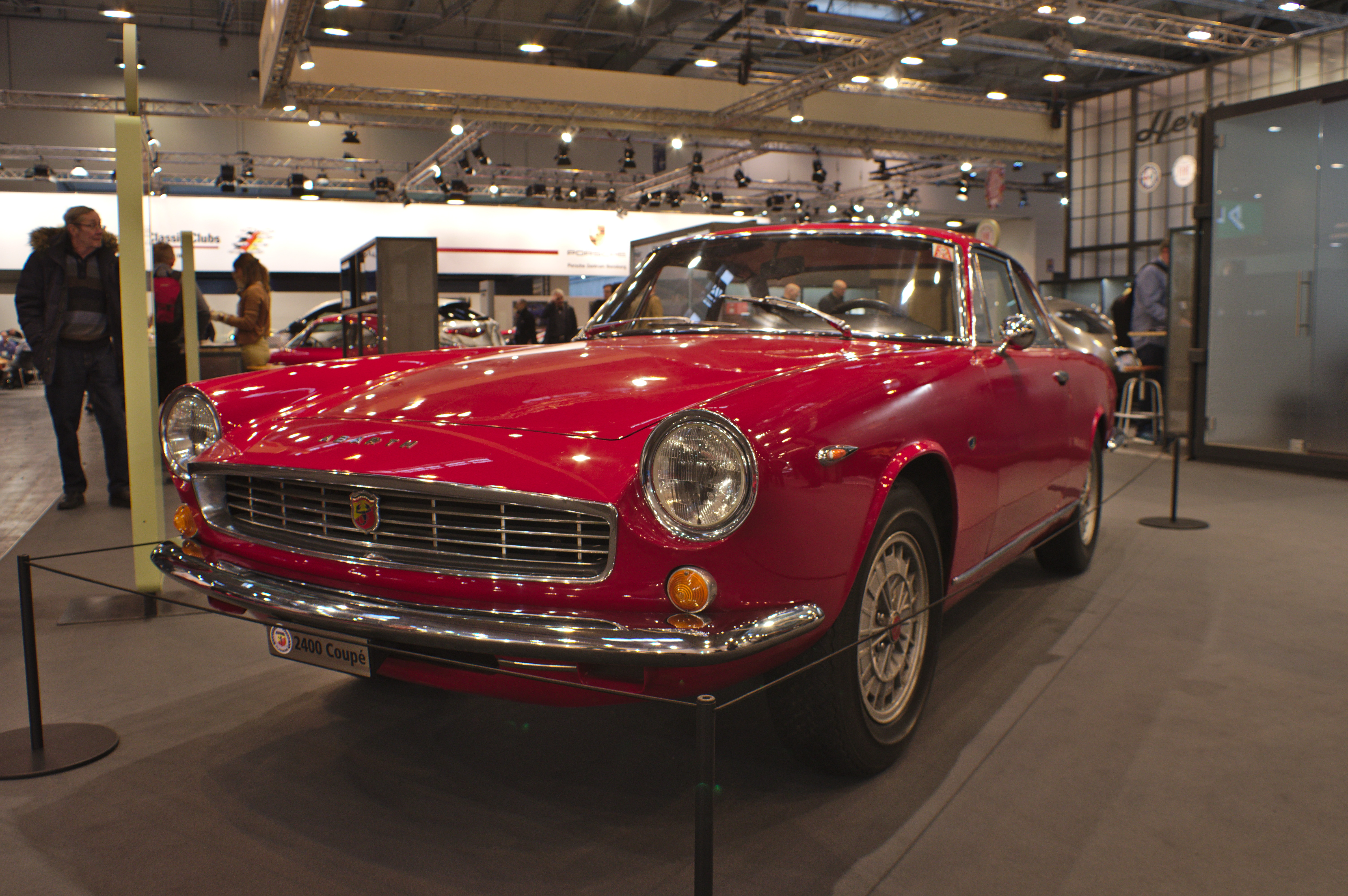
La Abarth 2400 usata personalmente da Carlo Abarth

Sul finire dei fiorenti anni 50, l'ingegnere austriaco decide di ampliare la gamma con autovetture sportive ma con un'indole turistica. Nel 1959 viene così messa in commercio la granturismo 2200 Coupé Allemano con motore sei cilindri elaborato dell'ammiraglia 2100, corpo vettura costruito presso la Carrozzeria Allemano, su disegno di Giovanni Michelotti; sarà proposta anche in versione cabriolet.
Anche le più piccole vetture vengono declinate in versioni più lussuose, come l'Abarth 1600 Coupé e Spider, carrozzate da Allemano e da Ellena, e le ancor più piccole 850 Scorpione e 850 Spider Riviera, derivate dalla 750, che nel contempo si stava evolvendo.
Nel 1961, con l'entrata in scena della nuova ammiraglia di casa FIAT, la 2300, le officine Abarth creano una nuova GT per sostituire la 2200, basata sulla nuova berlina torinese. Nasce così la Fiat 2400 Coupé Allemano, con cilindrata aumentata rispetto al sei cilindri FIAT, che arriva a sprigionare così 142 cavalli. Solo nel 1964 però, verrà esposta al Salone di Ginevra, usando la 2400 personale di Carlo.

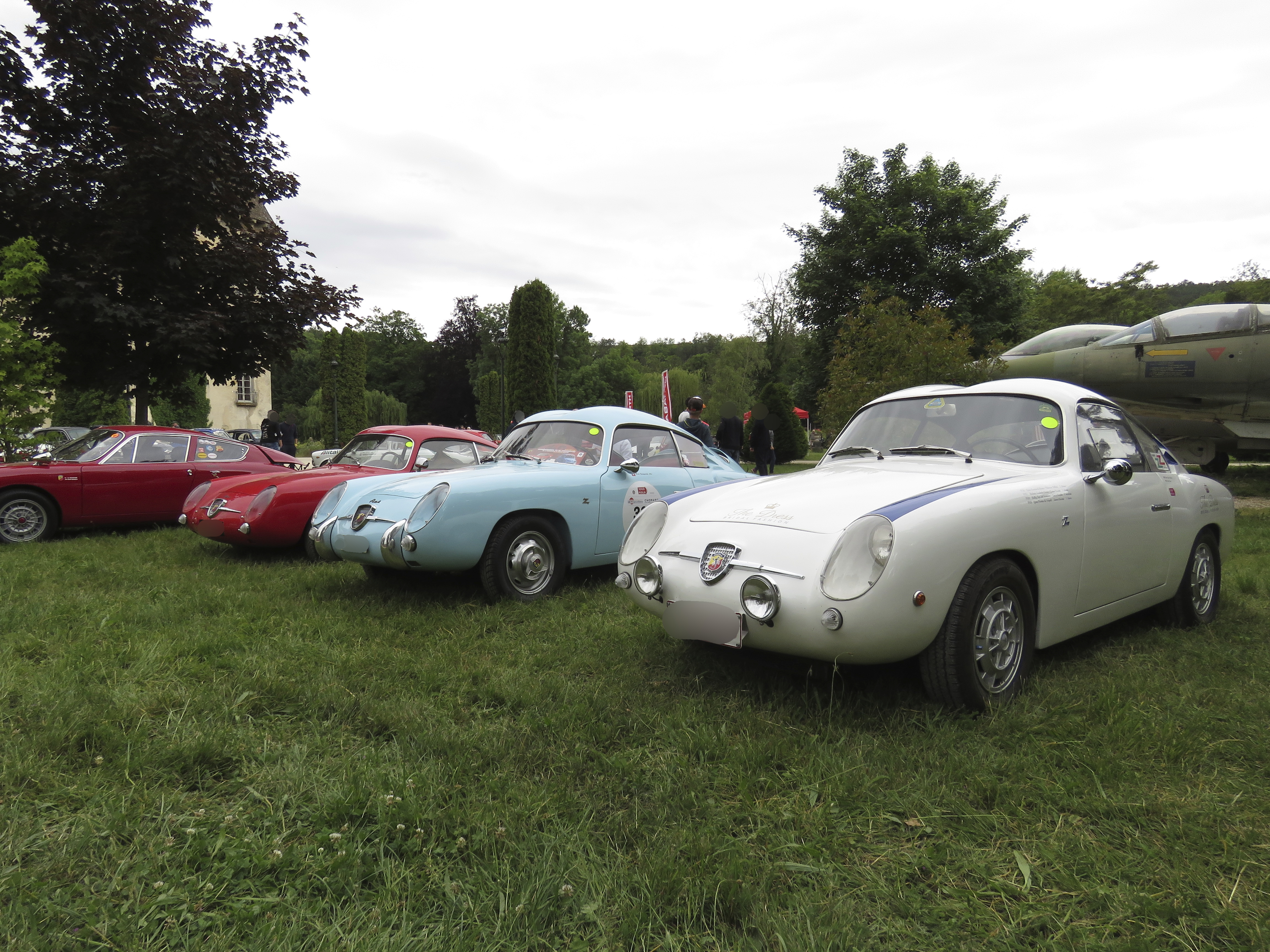
Abarth 750 prodotte da Zagato

#### La famiglia 750/850/1000
Dopo la 750 Derivazione, l'Abarth, come già citato, evolve la 750, sviluppando nuove evoluzioni del motore serie 100, anche allargandone la cilindrata.
- la 750 Derivazione, che mantiene la carrozzeria invariata della 600 normale, viene affidata alla Zagato, che la ricarrozza con uno stile particolare, detto "750GT Doppia Gobba".
- Al Salone di Torino del 1958 debutta la nuova 750GT Bialbero, sempre carrozzata da Zagato, ma con motore portato da 42 a 57 cavalli, che esportate negli Stati Uniti in versione da gara "Fiat-Abarth Zagato Record Monza 750" conoscono un notevole successo nelle competizioni sportive.
- Nella primavera del 1960 la Carrozzeria Allemano presenta una versione con cilindrata maggiorata: la Abarth 850 Spider, con motore da 51 cavalli e stile dedicato. Successivamente in Argentina viene prodotta una versione marchiata Cisitalia, mentre sempre Allemano sviluppa un modello 850 Coupé.
- Al Salone di Parigi del 1960 Zagato presenta l'Abarth 1000 Zagato, dotata del 982 cc che equipaggerà anche le future 1000 Berlina, motore da 91 cavalli
- L'Abarth Monomille è invece una versione mono-albero del 982 cc, e quindi meno costosa, con carrozzeria simile alle coupé Zagato, ma prodotta dalla Abarth.

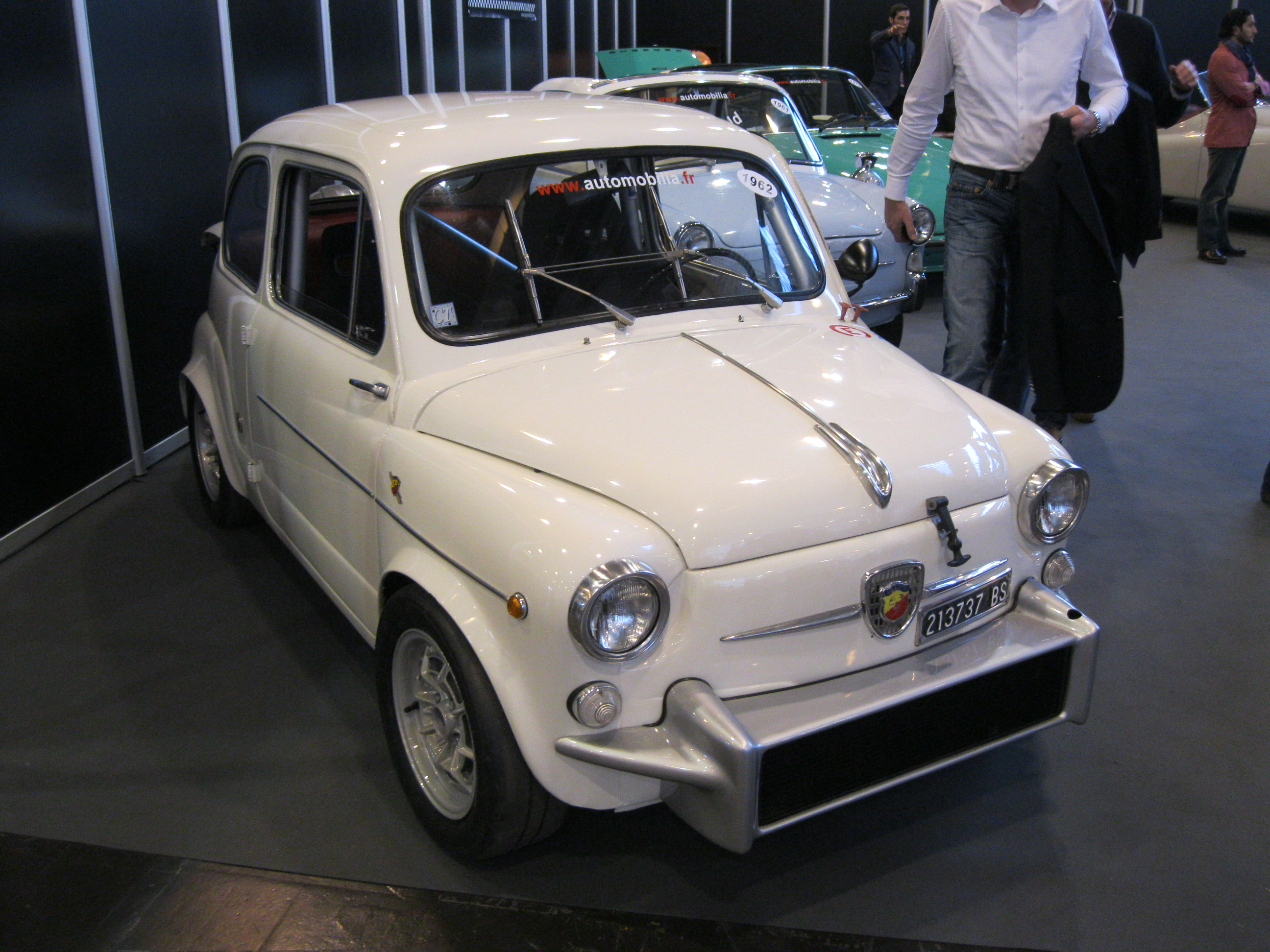
Abarth 850TC

Usando la nuova FIAT 600D, alla fine del 1960 la Abarth inizia a costruire la Abarth 850 TC (Turismo Competizione), la cui versione stradale rimane in produzione fino al 1966. La Fiat fornisce le auto senza alcune parti meccaniche (albero motore, freni, carburatore e scarichi) che vengono montate dalla Abarth trasformando la 600 in 850 TC.
Nel corso del 1962, sono realizzate due varianti della 850:
- la TC Nürburgring (per omaggiare la vittoria della 850TC nell'omonimo circuito), il cui motore fornisce 55 cavalli CUNA a 6500 giri/minuto. Questa versione è costruita per ricordare la vittoria di classe ottenuta, nel 1961, da un'Abarth 850 alla 500 Chilometri del Nürburgring;
- la TC/SS, il cui motore dà 57 cavalli CUNA a 6500 giri/minuto. Verso la fine del 1962 questa versione è ribattezzata "850 TC Nürburgring Corsa".

Sempre nel 1962 la 850 è affiancata dalla FIAT-Abarth 1000 Berlina, anch'essa derivata dalla FIAT 600 ma con il motore di 982 cm³, con 60 cavalli CUNA.
Con le versioni più sportive della FIAT-Abarth 1000 TC (anche se la sigla Turismo-Corse non venne mai adottata dalla casa) con 85 CV di potenza e la TCR con testata radiale in grado di raggiungere i 115 CV, la Abarth porta una serie di novità nelle auto di piccola dimensione, come i freni a disco su tutte e quattro le ruote, il cambio a 5 marce e le sospensioni a molla e ammortizzatore (le balestre della 600 non erano in grado di fornire un'adeguata tenuta di strada).

#### La famiglia 500/595/695

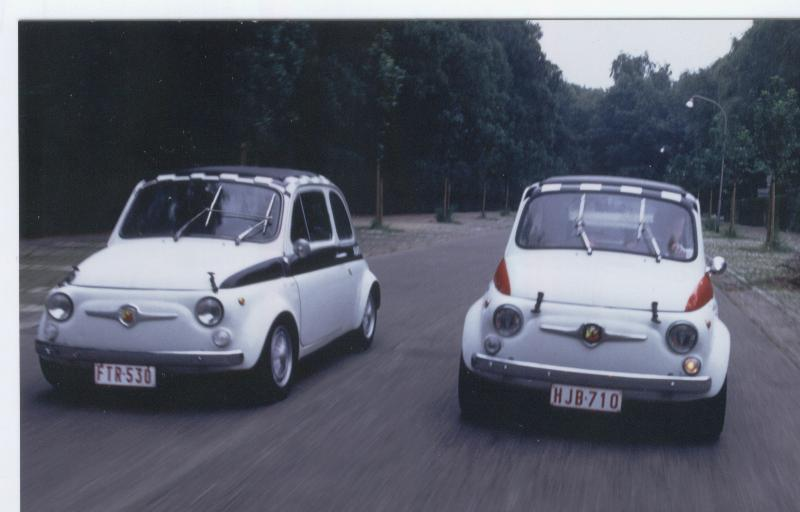
Abarth 695

Anche l'Abarth 500 continuerà a evolversi, rimanendo in commercio fino al 1971:
Usando la nuova FIAT 500D e in seguito la 500F, nel '63 fa il suo arrivo in gamma la 595, che subisce un aumento di cilindrata ed altre migliorie, lavorando su cilindri e pistoni, albero motore, testata, bielle e valvole. Per ossigenare meglio il bicilindrico non possono mancare un albero a camme dal profilo più spinto e, ovviamente un carburatore Solex maggiorato, spingendo il mezzo a 28 cavalli. Un anno dopo è il turno della 595SS (SuperSport) che arriva a 32 cavalli.
Nel '64, i tecnici dell'Abarth arrivano quasi a 700cc di cilindrata: è la 695 che sprigiona 30 cavalli, seguita dalla 695SS con 40 cavalli. Successive evoluzioni saranno le 695SS Assetto Corsa nel '65, e nel '69 695SS Competizione.

#### Le "Omologata Turismo"

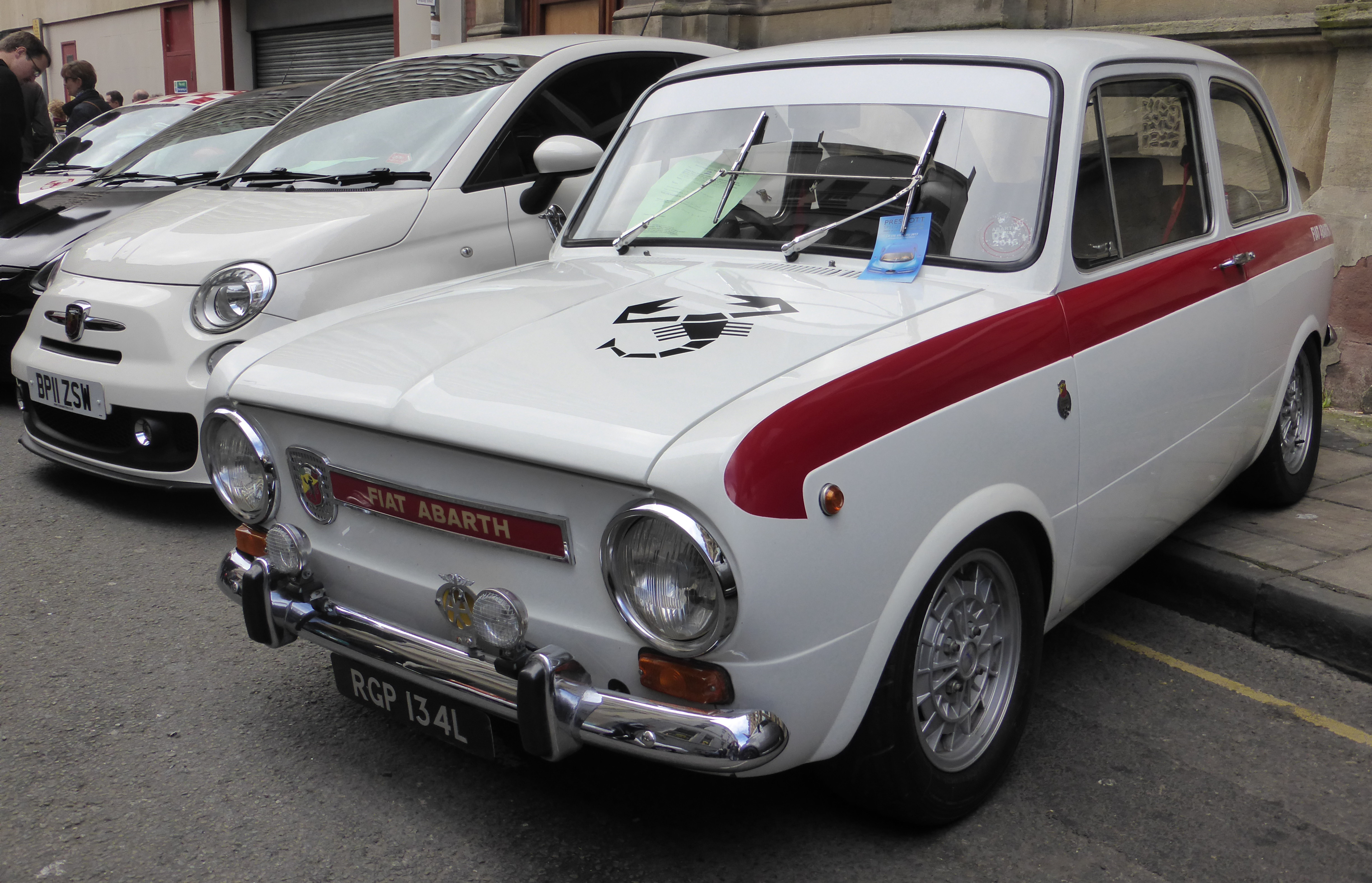
Abarth OT850 Berlina

Nel 1965, da Mirafiori esce una nuova utilitaria a marchio FIAT, la 850, designata sostituta della ormai datata 600, che comunque manteneva il serie 100, con apportate delle modifiche migliorative. Abarth, si mette subito all'opera per elaborare la nuova vettura, nei vari modelli Berlina, Spider e Coupé. Nascono così una vasta gamma di modelli OT, ovvero Omologata Turismo, una sigla che accompagnerà tutti i modelli, forse per distinguerli dalle derivate della 600
- Fiat-Abarth OT 850 Berlina: introdotta nel luglio 1964, è la prima Abarth su base 850. Il suo motore Tipo 201 era il quattro cilindri in linea da 847 cc della berlina regolare portato da 34 cavalli a 44 cavalli; la velocità massima è aumentata di conseguenza da 120 km/h a 130 km/h. Da ottobre dello stesso anno diventa disponibile in due versioni: la OT 850 Oltre 130, pressoché invariata, e la OT 850 Oltre 150, con un motore da 53 CV, freni a disco anteriori e una velocità massima di 150 km/h.

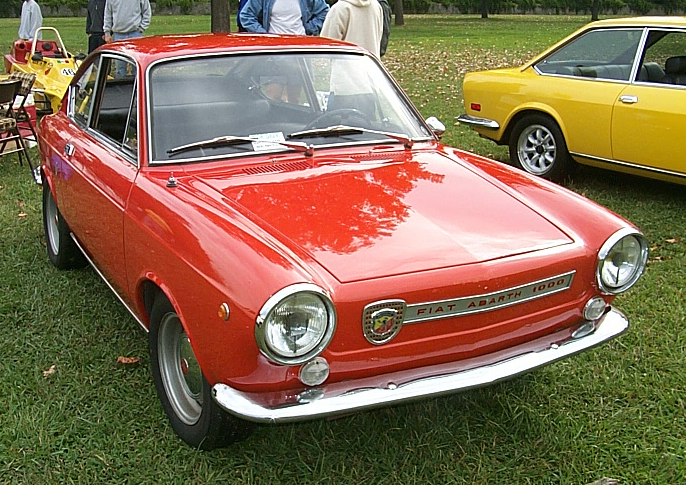
Abarth OT1000 Coupé

- Fiat-Abarth OT 1000 Berlina: introdotta nell'ottobre 1964, la cilindrata del motore aumentata a 982 cc, produceva 60 CV e 79 Nm (58 lb⋅ft) di coppia. I freni anteriori sono stati cambiati in dischi. Era dotata di radiatore aggiuntivo e parafanghi allargati.
- Fiat-Abarth OT 1000 Coupé e Spider: erano le varianti coupé/spider, introdotta nell'ottobre 1965. rispetto alla versione berlina, il motore produceva 62 CV e 79 Nm di coppia. La velocità massima era di 155 km/h per la coupé e 160 km/h per la spider.
- Fiat-Abarth OTR 1000 Coupé: debutta insieme alla OT 1000 Coupé; era dotata, come già visto per la 850TCR, di valvole radiali. Sprigionava una potenza di 74 CV e una velocità massima di 172 km/h. L'OTR si distingueva dalla OT 1000 Coupé per una griglia frontale rettangolare recante lo stemma Abarth, necessaria per il radiatore anteriore. Subendo la concorrenza di modelli OT meno costosi e meno complessi, la produzione dell'OTR 1000 terminò con l'arrivo del restyling 850 Coupé nel 1968.
- Fiat-Abarth OTS 1000 Coupé: introdotta nell'aprile 1966, presentava la stessa carrozzeria della OTR 1000, ma motore OT 1000 testa standard con potenza aumentata a 67 CV e velocità massima a 160 km/h.  La FIA la omologò nella classe GT nel 1966. Successivamente l'Abarth sviluppò diverse modifiche, tra cui un nuovo collettore di aspirazione per due carburatori Solex a doppia bobina, creando la OTSS1000. Sia OTS che OTSS furono rinnovate nel novembre 1968 come l'OT 1000.

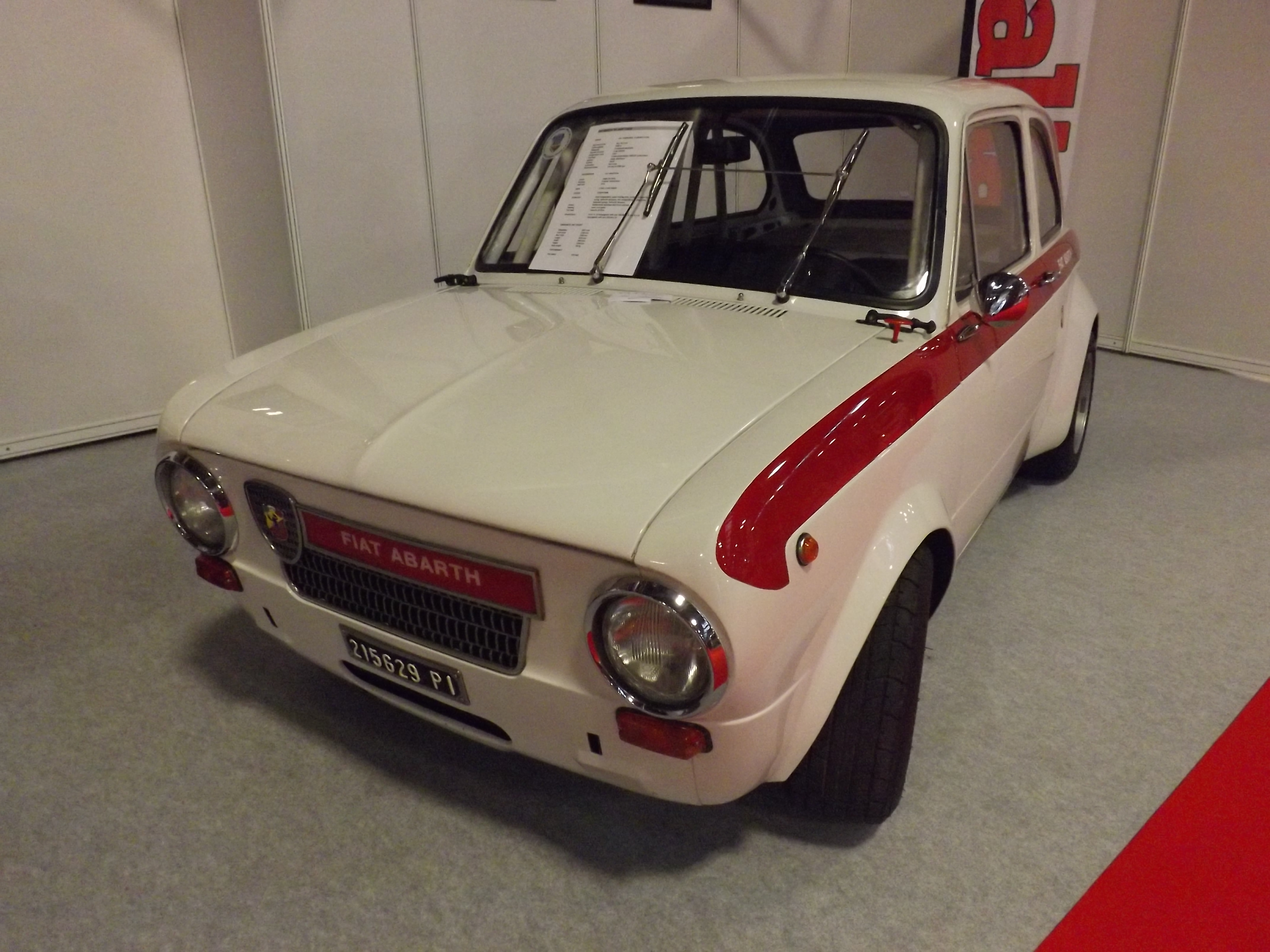
Abarth OT1600 Berlina

- Fiat-Abarth OT 1300 Coupé: lanciata nel novembre 1966, nonostante fosse identico alla OTR 1000 a parte le ruote allargate, utilizzava il motore della Fiat 124 da 1280 cc. L'auto montava anche un carburatore diverso e camme più affilate, aumentando la potenza del motore a 75 CV. La velocità massima dichiarata è di 172 km/h, la stessa dell'altrettanto potente OTR 1000, ma grazie al motore più semplice l'auto era più economica e flessibile come guida di tutti i giorni. Ridisegnata nel 1968 insieme agli OT da 1.0 litri.
- Fiat-Abarth OT 1600 Berlina: una variante estrema basata sulla carrozzeria 850 berlina, presentata al Salone di Torino dell'ottobre 1964. Montava un bialbero da 1592cc, che erogava 155 CV e la velocità massima era di 220 km/h. I parafanghi posteriori sono stati notevolmente allargati per fare spazio a cerchi più larghi. Sono stati prodotti quattro esemplari.
- Fiat-Abarth OT 2000 Berlina Mostra: vista la buona accoglienza della OT 1600 dalla stampa automobilistica, Carlo Abarth decise di creare una variante ancora più estrema basata sulla carrozzeria 850 berlina. Una delle quattro OT 1600 è stata smontata, verniciata di bianco con strisce rosse ed equipaggiata con il motore da 1946cc di una Simca Abarth 2000 GT Corsa del 1965. Il suo quattro cilindri bialberio da 2.0 litri produceva 209 CV e raggiungeva una velocità massima dichiarata di 252 km/h. Il badge posteriore dell'auto diceva "OT Fiat Abarth 2mila". La Fiat non diede il via libera all'OT 1600 né all'OT Mostra, quindi entrambi i progetti furono abbandonati.

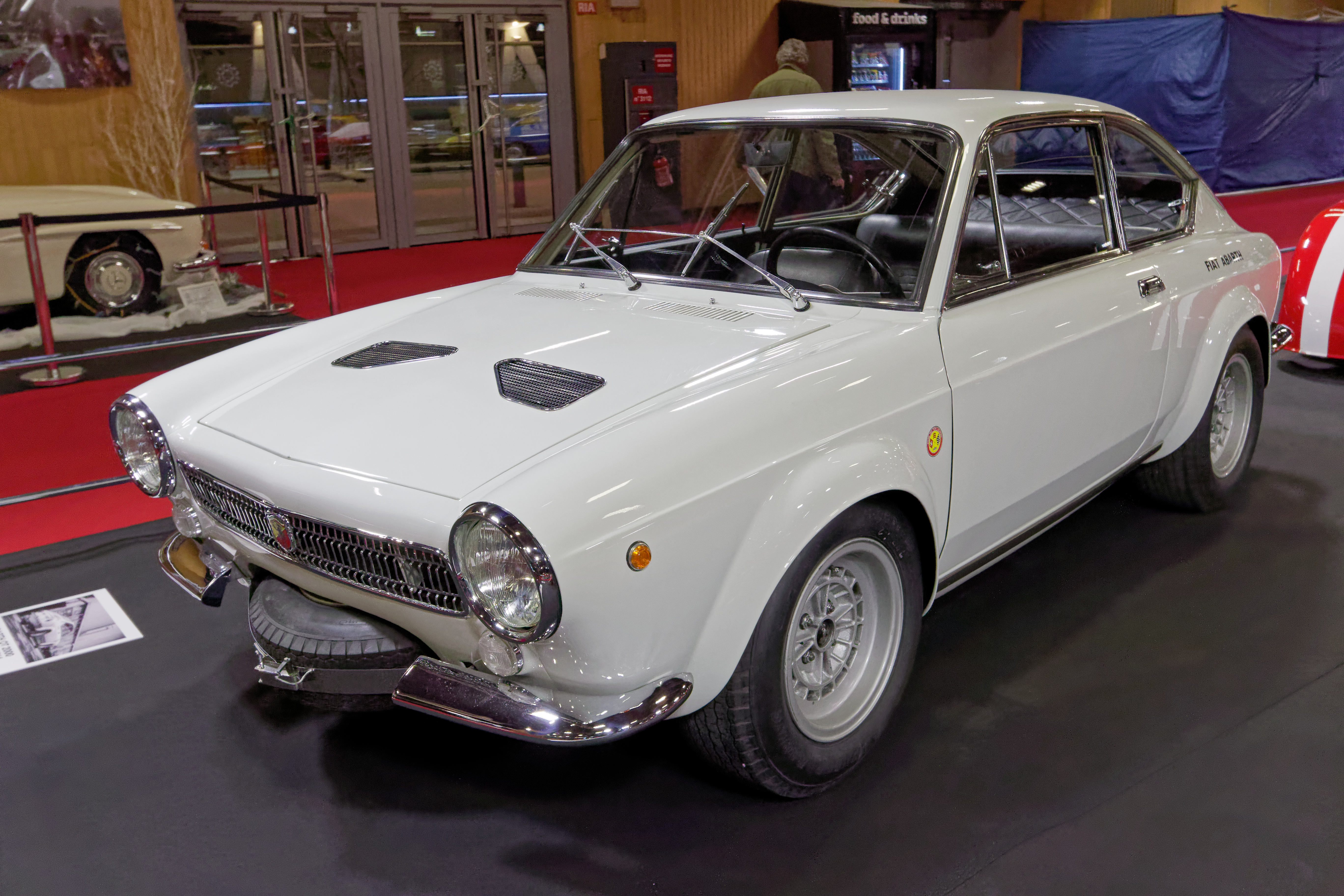
Abarth OT2000 America

- Fiat-Abarth OT 2000 Coupé America: introdotta nel febbraio 1966, era basata sulla 850 Coupé ma alimentata da un motore due litri. Differiva visivamente dalla 850 Coupé per avere una griglia a sbarre tra i fari, un paraurti anteriore diviso in due che conteneva una ruota di scorta che sporgeva e parafanghi anteriori e posteriori allargati. Il quattro cilindri bialbero da 1946 cc produceva 185 CV e poteva spingere l'auto a 240 km/h. Come per le OT1600/2000 berline, la OT2000 Coupé non venne appoggiata dalla dirigenza FIAT, che si rifiutarono di fornire 500 scocche per potere omologare la 2000OT nel Campionato Turismo; temendo un danno d'immagine per la pericolosità del veicolo.

#### Altri progetti

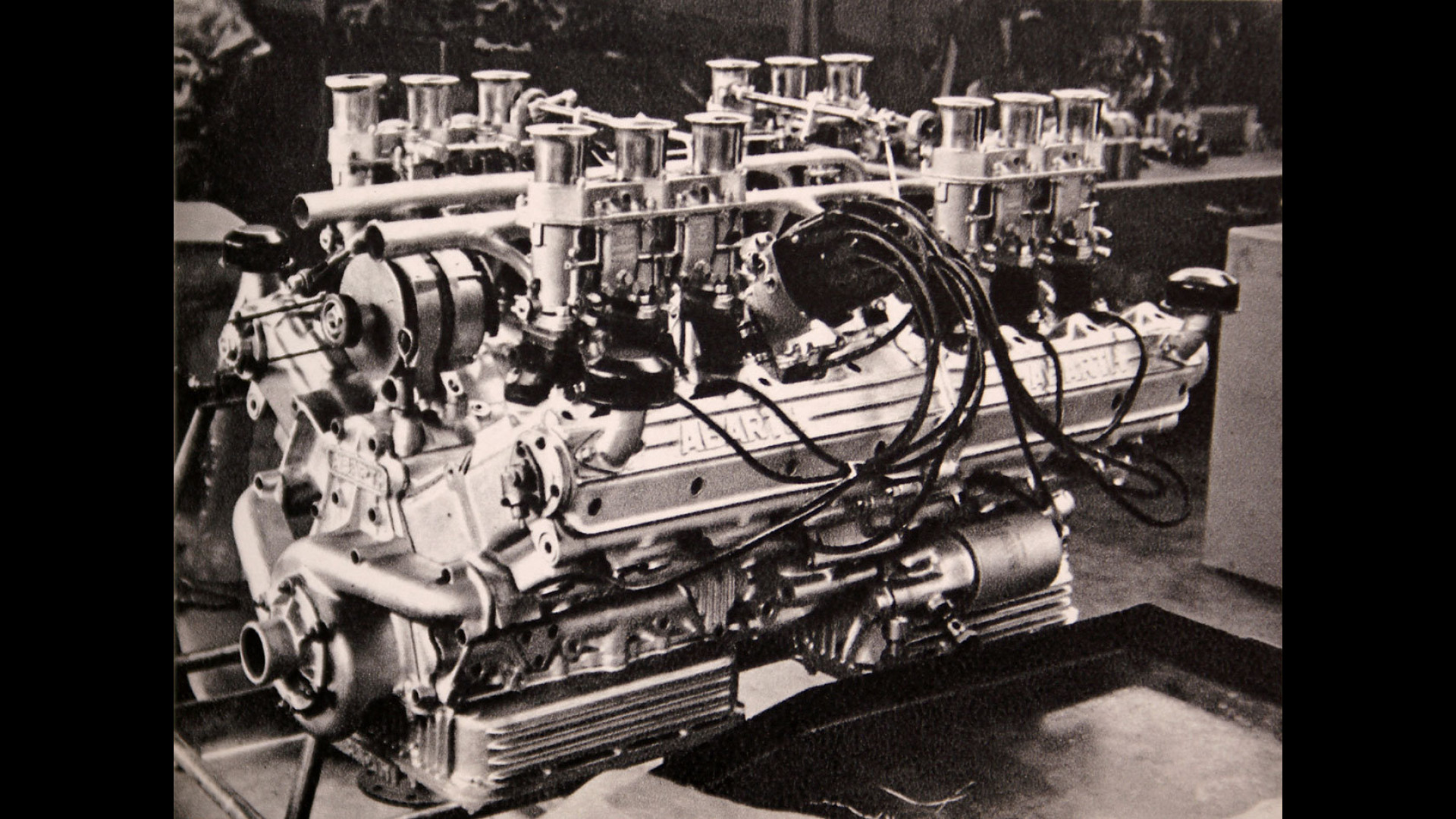
Il V12 dell'Abarth T140

### FIAT acquisisce l'Abarth

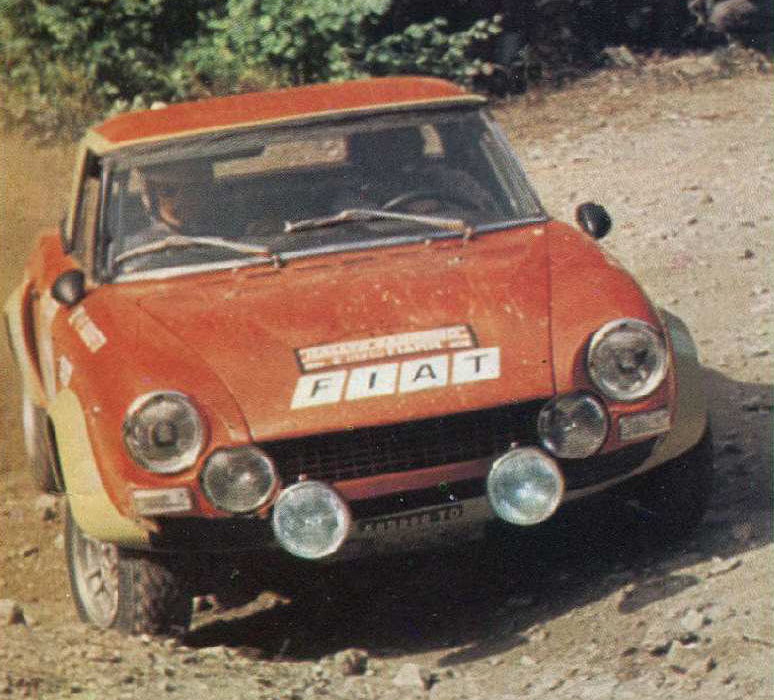
Una 124 Abarth-Rally Gr.4

#### Anni '70: le Fiat

Prototipo di X1/9 in prova

La SE030 al Giro d'Italia 1974

La SE031 al Giro d'Italia 1975

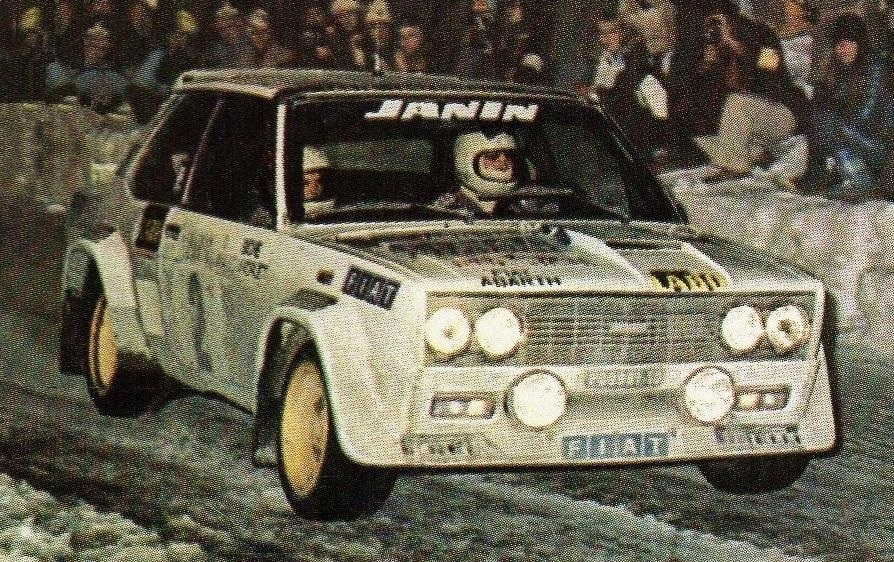
Fiat 131 Abarth al Rally di Montecarlo nel 1977

### La Abarth oggi

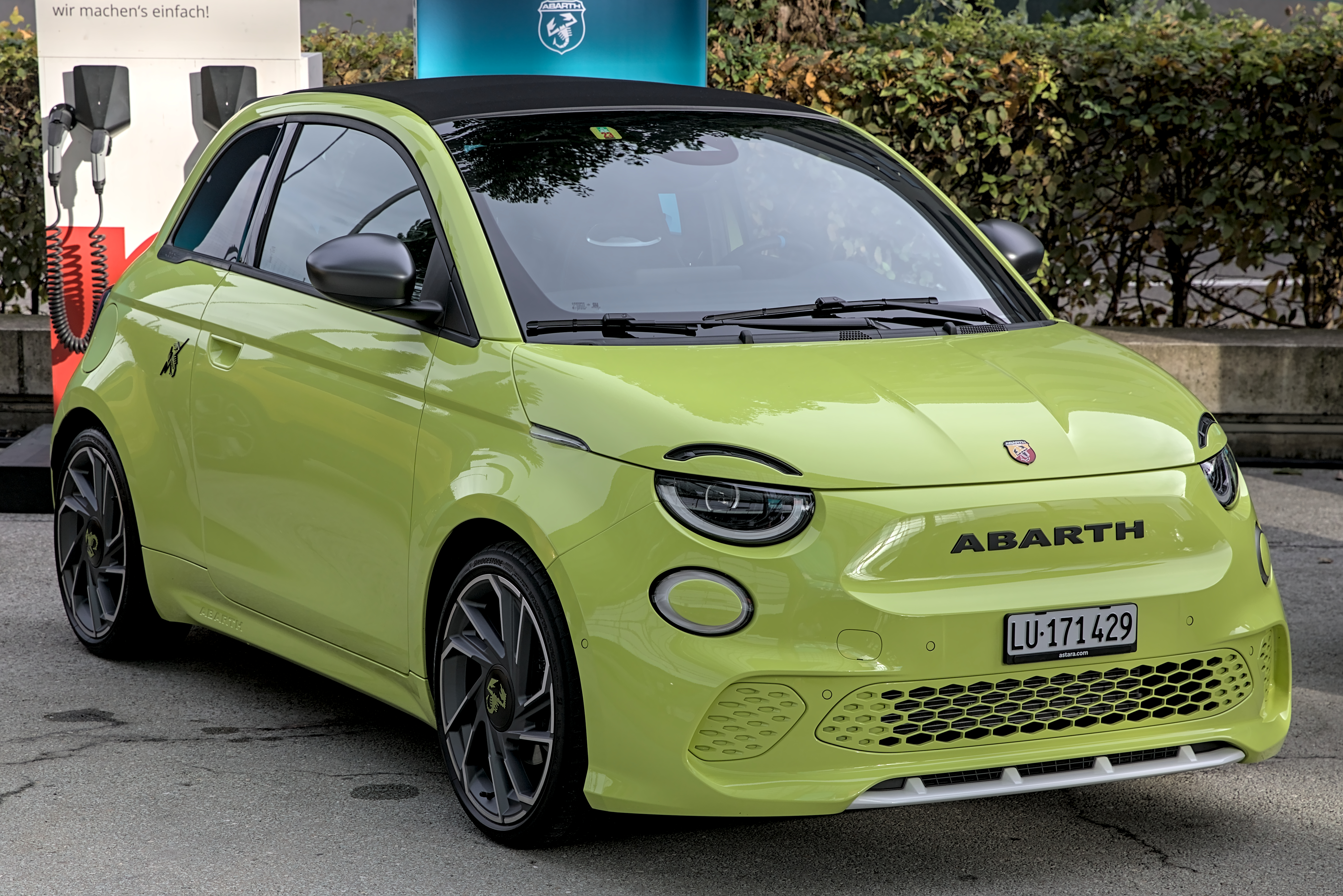
Abarth 500e

## Modelli

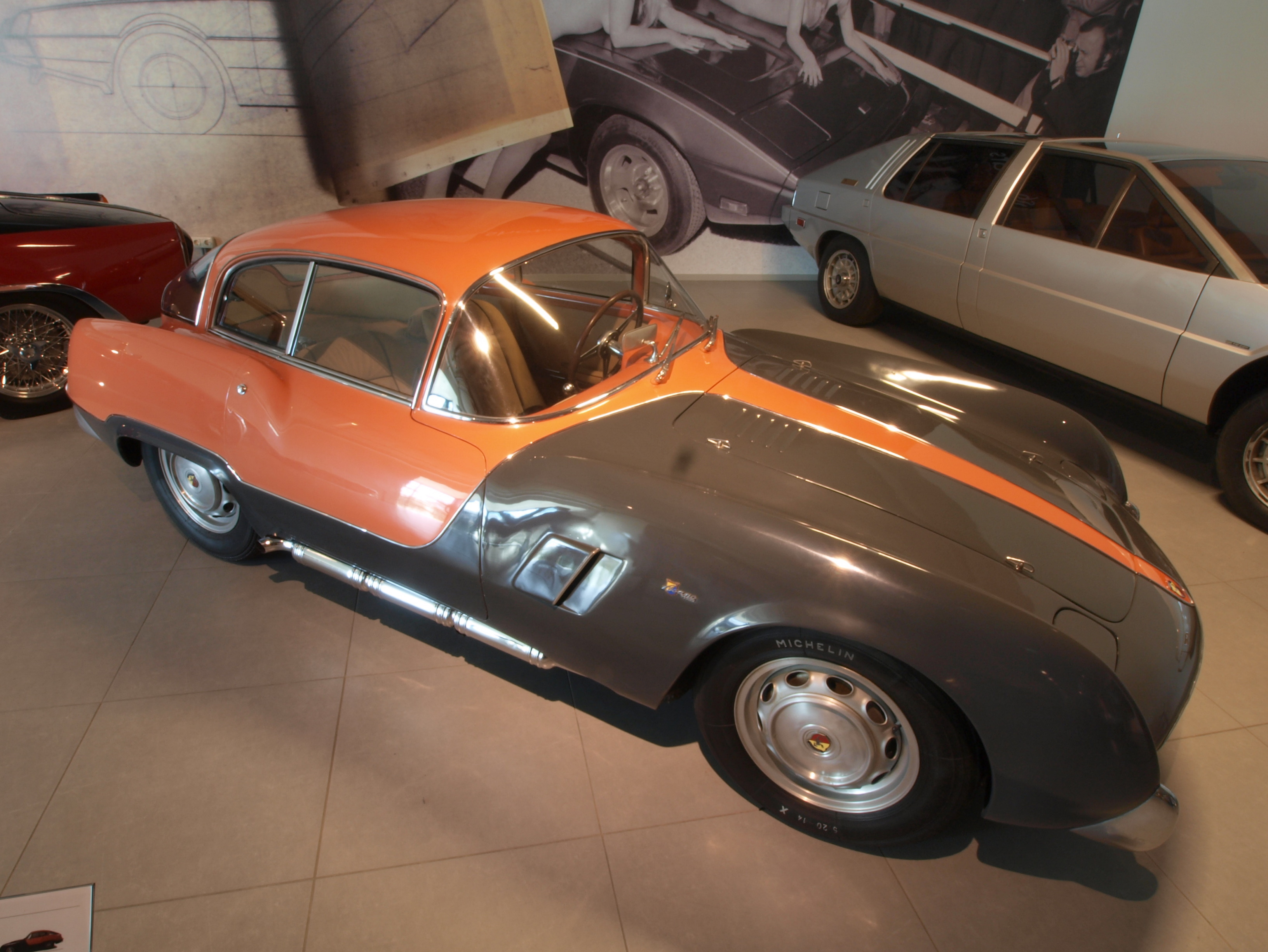
1955 Abarth 209A Coupe Boano (versione con capote della 207A)

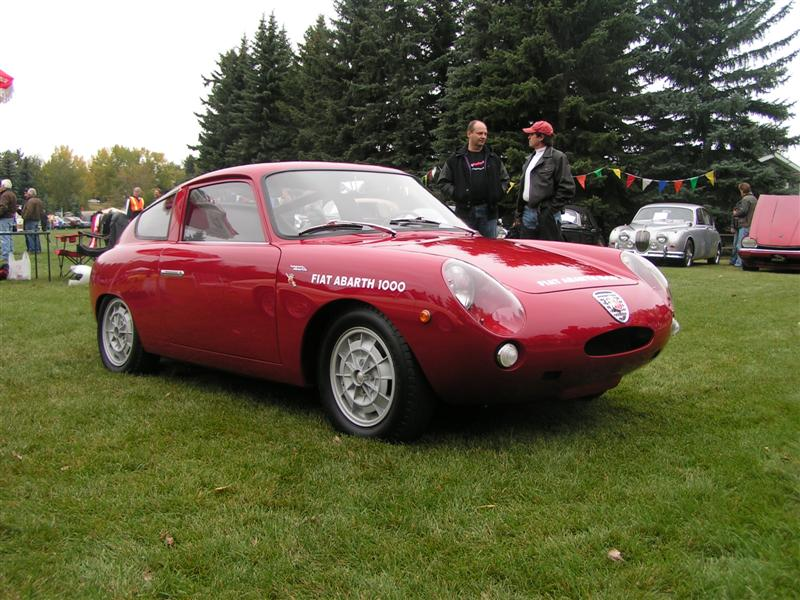
Fiat Abarth 1000 del 1961

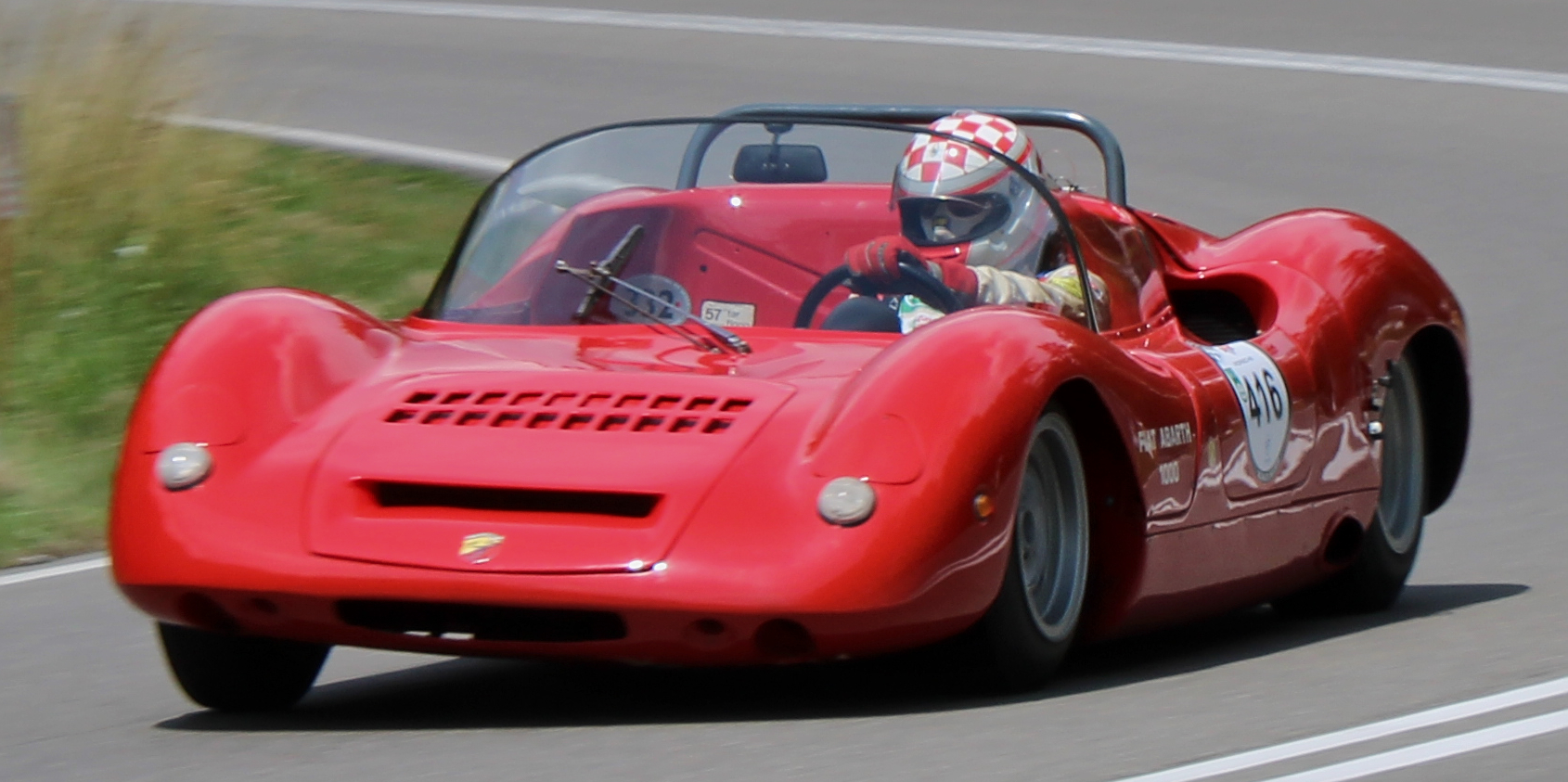
Fiat Abarth 1000SP del 1968

### Modelli del passato

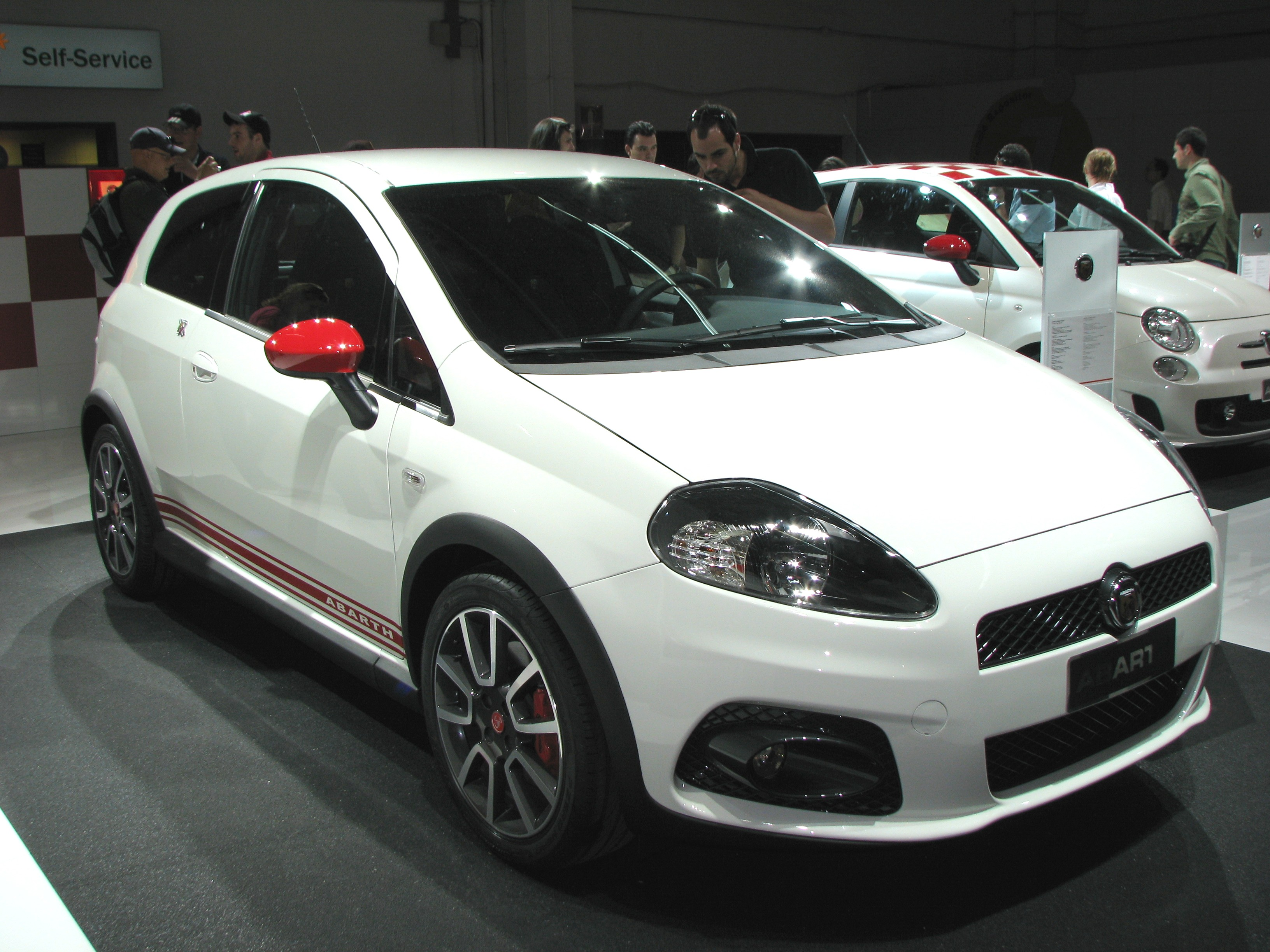
Abarth Grande Punto (2007 - 2010)

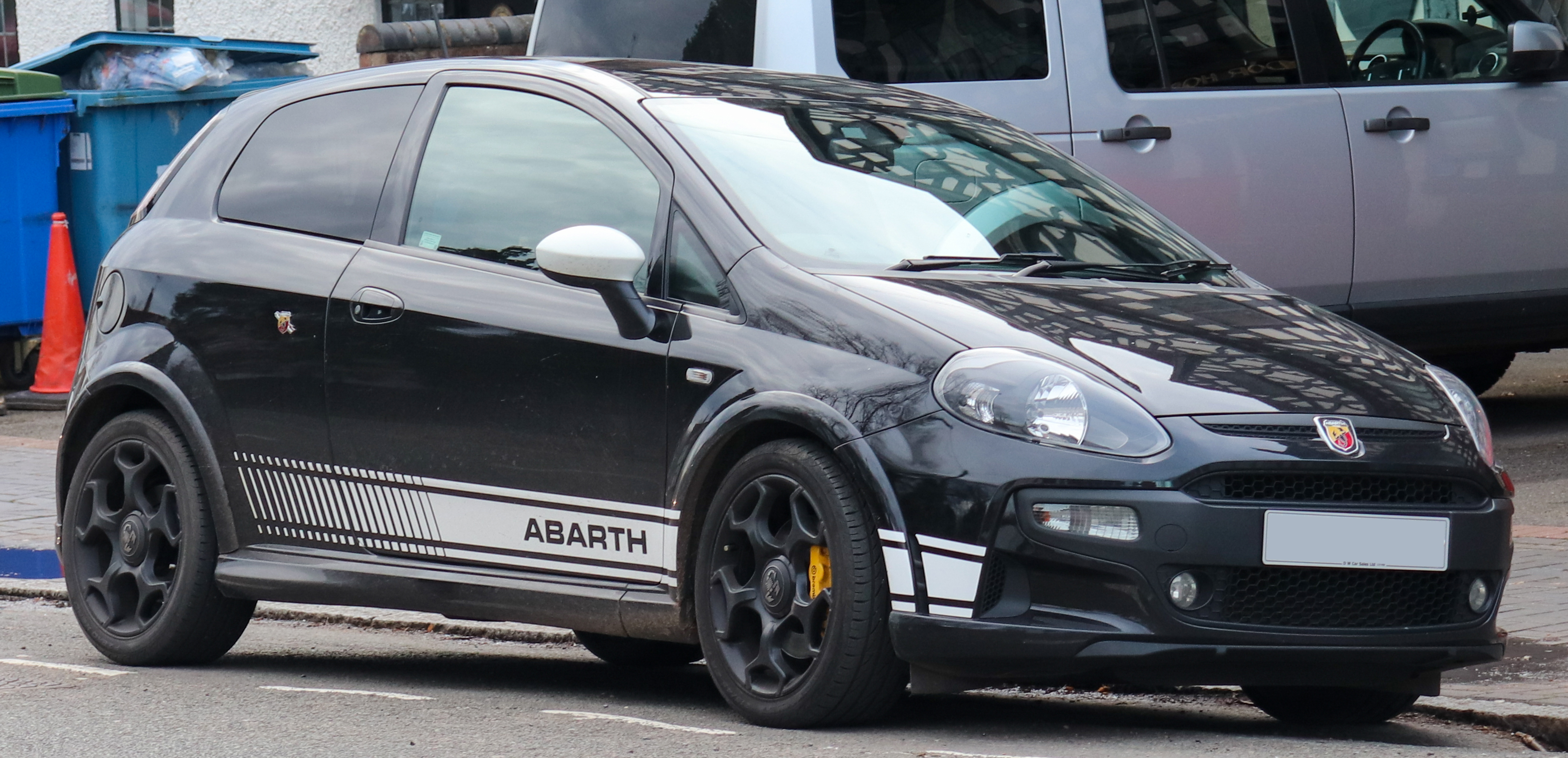
Abarth Punto Evo (2012 - 2014)

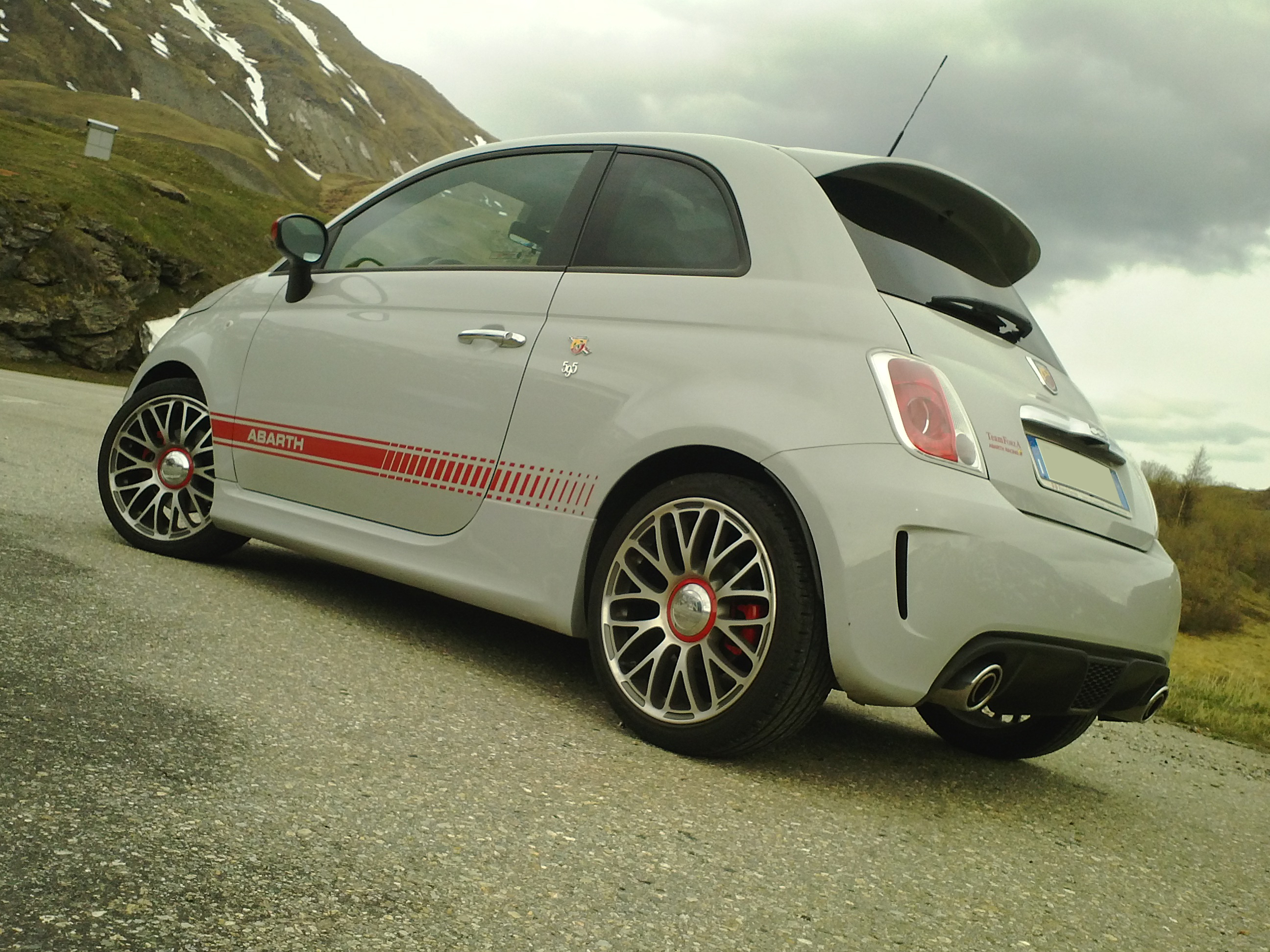
Abarth 500 (2008 -)

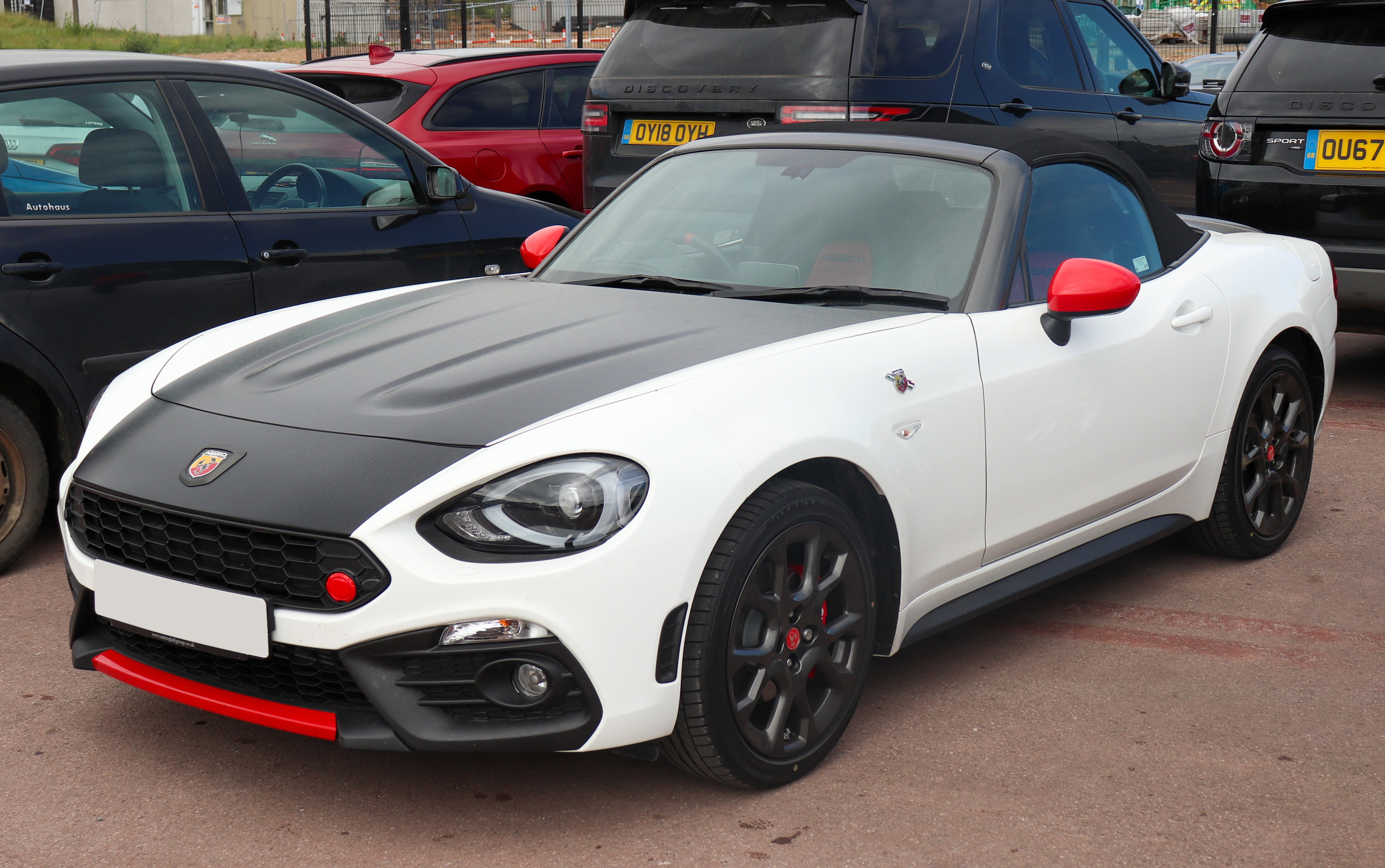
Abarth 124 Spider (2016 - 2019)

### Serie Speciali

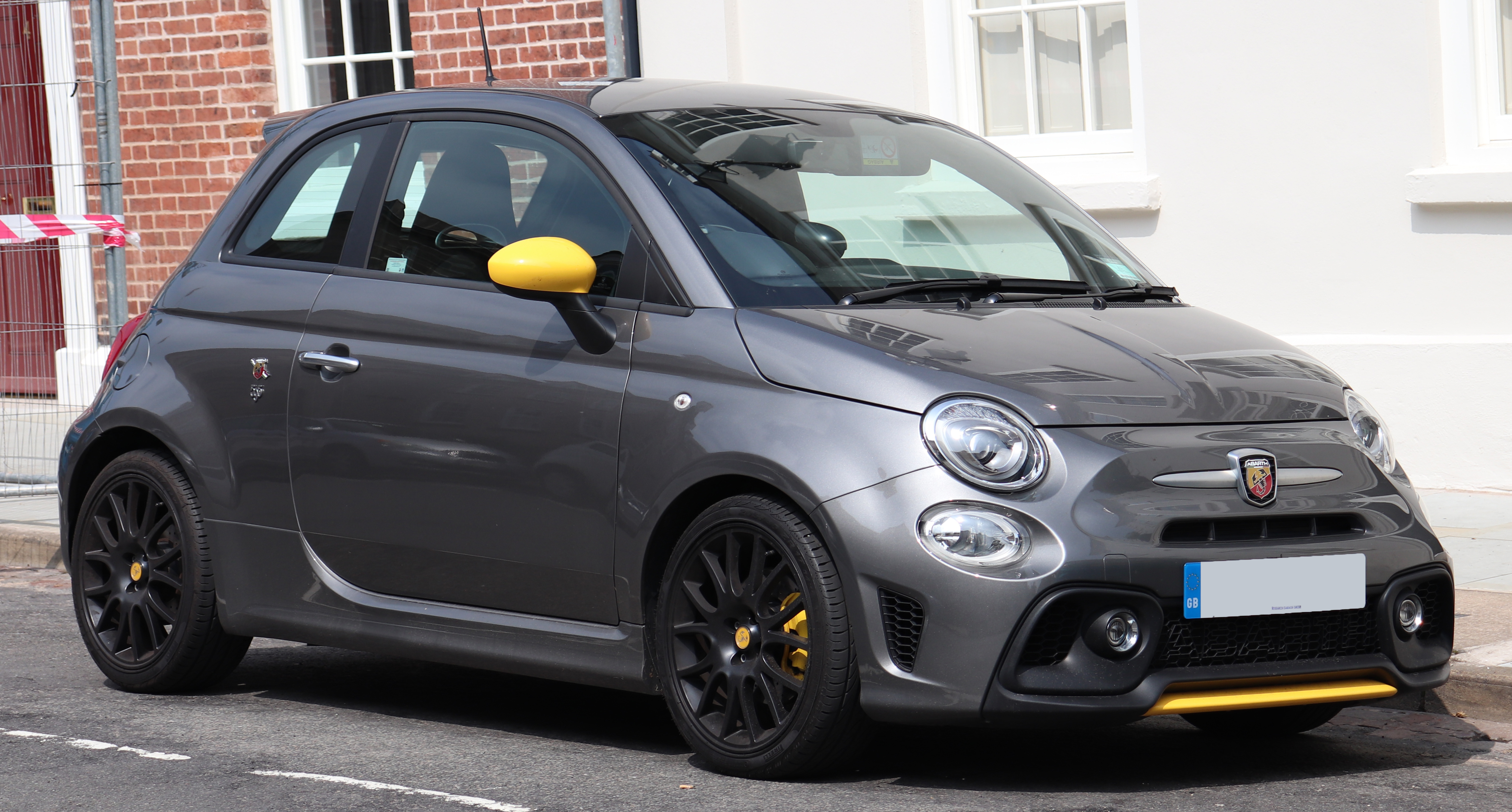
Abarth 595 (2017)